# Campeonato Mundial de Esquí Nórdico de 2027
El LVII Campeonato Mundial de Esquí Nórdico se celebrará en la localidad de Falun (Suecia) en el año 2027 bajo la organización de la Federación Internacional de Esquí (FIS) y la Federación Sueca de Esquí.